# Нур-Тухум
Нур-Туху́м (бур. Нуур Тγхэм — «озеро-низина») — улус в Селенгинском районе Бурятии. Административный центр сельского поселения «Убур-Дзокойское».

## География
Улус расположен в центре местности Убур-Дзокой в степном распадке, ограниченном с юга Хурайским хребтом, с севера — отрогами Боргойского хребта. В 6 км к востоку от Нур-Тухума проходит Кяхтинский тракт. Находится в 70 км к югу от районного центра — города Гусиноозёрск.

## Население
| 2002 | 2010 |
| ---- | ---- |
| 669  | ↗674 |

## Инфраструктура
Средняя общеобразовательная школа, детский сад, сельский клуб, библиотека, врачебная амбулатория, почтовое отделение.